# Samba d'or

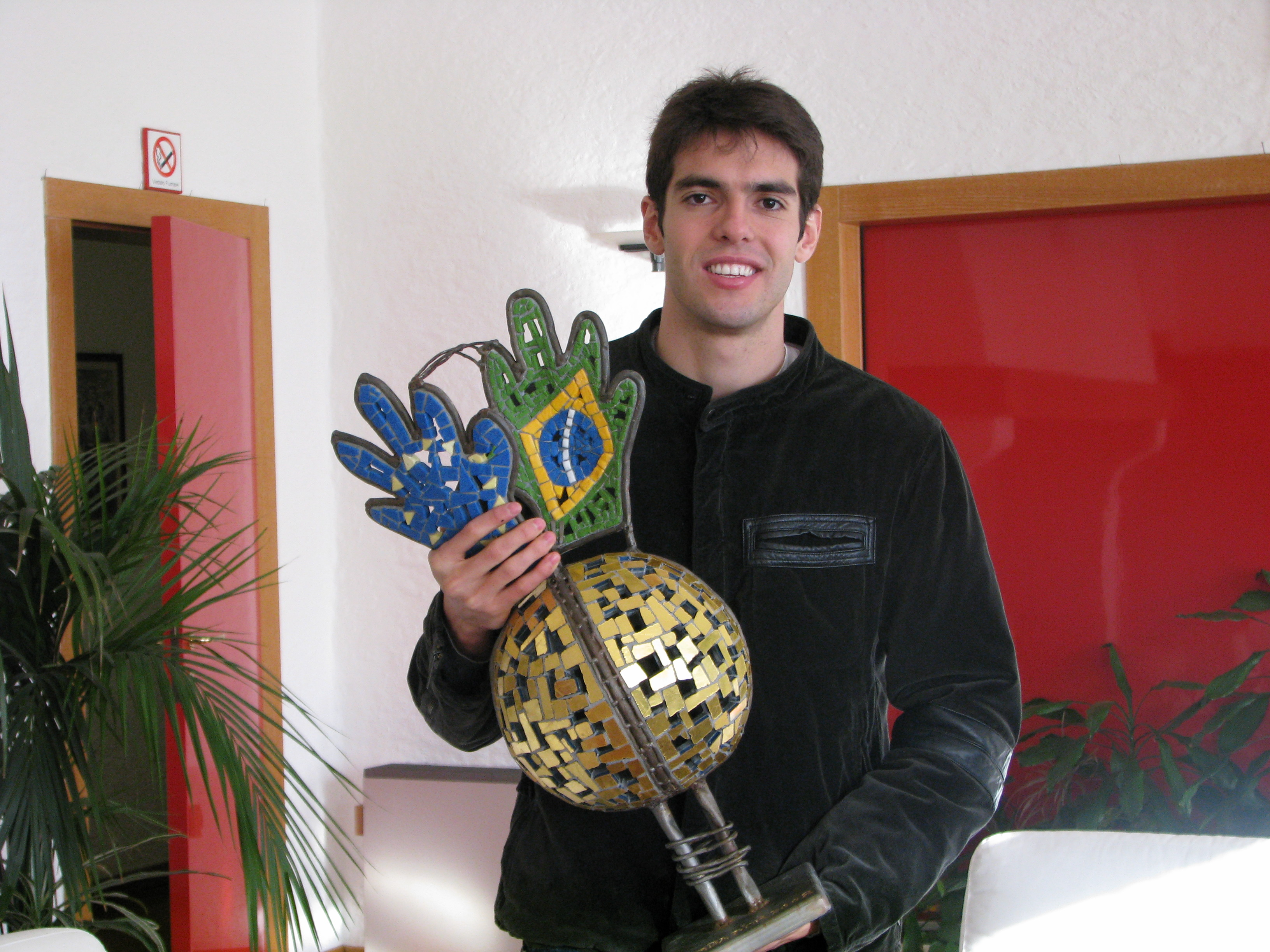
Kaká vann Samba d'or 2008 i Milanello

Samba d'or (Samba guld), är ett pris som ges till den bästa brasilianska fotbollsspelaren i Europa, utdelat av Sambafoot Association. Det första priset delades ut 2008.
Vinnaren av Samba d'Or utses av tre parter: Sambafoot Association, elva brasilianska fotbollsspelare och röster från Internetanvändare. 30 kandidater var nominerade 2008. Röstningen ägde rum 1-30 december 2008. Vinnare 2008 var AC Milans mittfältare Kaká. Manchester Citys Robinho och Sevillas Luis Fabiano placerades tvåa respektive trea. Kaká fick 25% av rösterna, Robinho 14% och Fabiano 13%.. År 2009 vann Sevilla FC:s anfallare Luis Fabiano pokalen framför Julio Cesar och Kaká.